# Holcichneumon
Holcichneumon is een geslacht van insecten uit de orde vliesvleugeligen (Hymenoptera) en de familie Ichneumonidae.

## Soorten
- H. angolensis (Heinrich, 1967)
- H. areolator (Morley, 1919)
- H. arieticornis (Strand, 1911)
- H. flavitarsis (Heinrich, 1967)
- H. globulifer (Morley, 1919)
- H. polyaenoides (Szepligeti, 1908)
- H. semialbidus (Heinrich, 1967)
- H. subtilis (Szepligeti, 1910)
- H. testacecolor (Morley, 1919)
- H. testaceus Cameron, 1911